# Улица Байзакова (Алма-Ата)

Высотки Алматы Тауэрс на развязке Байзакова, пересечение с улицей Сатпаева

Улица Байзакова — улица в городе Алма-Ате, проходящая с севера на юг от проспекта Райымбека (бывшая Ташкентская) до улицы Тимирязева. В двух местах является односторонней, на двух перекрестах имеет z-образное смещение на восток и таким образом делится на 3 участка. Также на улице имеется 2 развязки.
Пересекает: проспект Райымбека, продолжение улицы Макатаева, улицу Гоголя, улицы Айтеке би, улицу Казыбек би, улицу Толе би, Шевченко, Абая, Сатпаева и другие.

## История и названия
Небольшой участок улицы от проспекта Абая до улицы Жандосова является исторической частью Каргалинского шоссе (преемник — улица Жандосова).
Пчеловодная — первое название улицы. Сейчас это название носит рядом проходящая небольшая улица.
С 1971 года улица называлась Дехканская — можно перевести как землевладельческая или крестьянская. Дехкане — обозначение среднеазиатских крестьян.
Затем улица была переименована в часть казахского акына, композитора и певца Исы Байзакова (1900—1946).

Памятник оперной певице Куляш Байсеитовой в сквере у музыкальной школы им. Куляш Байсеитовой

.

## Структура улицы

### Первый участок
Улица начинается в южную сторону от проспекта Раимбека и является одной из немногих полноценных улиц, соединяющих север и юг города. На участке до улицы Гоголя при небольшой ширине имеет очень высокую загрузку, в северном направлении пробка тянется от начала улицы Макатаева. Первый участок заканчивается на улице Жамбыла.

### Второй участок
Второй участок начинается в 30 метрах на восток от окончания первого и отличается сужением полосы. Начиная от улицы Шевченко и до развязки на проспекте Абая улица является односторонней с севера на юг (вверх), ранее участок был двухсторонним.

### Третий участок
От окончания на улице Тимирязева и до развязки с улицей Сатпаева улица является односторонней с юга на север (вниз), ранее участок был двухстороннем. После развязки с улицей Сатпаева переходит в большой двухсторонней участок в восточную сторону. Жители города часто ошибочно считают этот участок улицей Жандосова. Участок заканчивается развязкой с проспектом Абая, где улица Байзакова переходит в улицу Муканова.

## Учреждения и организации
- Южный конец улицы упирается в Ботанический сад;
- Музыкальная школа имени Куляш Байсеитовой (располагается севернее улицы Габдуллина);
- Станция метро «Театр имени Мухтара Ауэзова» (рядом с проспектом Абая);

## Общественный транспорт
- от проспекта Раимбека до улицы Жамбыла по улице Байзакова ходит автобус № 80.
- от улицы Тимирязева до бульвара Бухар-жырау только в северном направление ходит автобус № 18.
- также транспорт ходит на пересечении с улицей Тимирязева, проспектом Абая (рядом станция метро «Театр имени Мухтара Ауэзова»), улицей Гоголя и другими.
- ранее на пересечении с улицами Шевченко и Толе би ходили трамваи.